# Mine (テレビドラマ)
『Mine』（マイン、原題：마인）は、韓国のtvNで2021年5月8日から同年6月27日までtvNで放送されたテレビドラマ。日本では、動画配信サービスのNetflixにて配信されている。
2人の女性を中心に殺人事件や女性問題、後継者問題を題材に描かれたヒューマンサスペンス。

## あらすじ
色々な事業を手がける財閥ヒョウォングループ。会長の長男の嫁チョン・ソヒョン（キム・ソヒョン）と会長の次男の嫁ソ・ヒス（イ・ボヨン）は、大規模な敷地に大豪邸と誰もが羨む物を手にしていた。そんな中、家庭教師カン・ジャギョン（オク・ジャヨン）が来て、ハン会長（チョン・ドンファン）が病に倒れたことに環境が一変。疑惑と陰謀が交わる中。ヒスとソヒョンは欲望を得るために、手段を選ばなくなってしまう。

## キャスト

### 主要人物
ソ・ヒス　- 演：イ・ボヨン
ヒョウォングループ会長の次男の嫁。元女優。
実子ではないハジュンに愛情を注ぐ。欲望を求めるうちに本心が表れる。
チョン・ソヒョン　- 演：キム・ソヒョン
ヒョウォングループ会長の長男の嫁。財閥出身。
ソヒョンギャラリー館長。
ハン・ジヨン　- 演：イ・ヒョンウク
ヒョウォングループ会長の次男。ヒスの夫。
婚外子であるが、人柄の良さから後継者一位である。
カン・ジャギョン　- 演：オク・ジャヨン
ヒョウォングループに訪れて来たハジュンの家庭教師。
ヒョウォンに入った理由は、長年の目的で家庭教師として侵入した。

### ヒョウォングループの人物
ハン・スヒョク　- 演：チャ・ハギョン
ヒョウォングループ会長の長孫。
不眠症に悩まされていたが、自宅のメイドとしてやって来たユヨンと恋に落ちる。
キム・ユヨン　- 演：チョン・イソ
長年、貧困に悩まされた女性。
エマ修道女の紹介で、ソヒョンの家のメイドとなった。同じ不眠症のスヒョクと恋に落ちる。
ハン・ジンホ　- 演：パク・ヒョックォン
ヒョウォングループ会長の長男。ソヒョンの夫。
ヤン・スンへ　- 演：パク・ウォンスク
ヒョウォングループ会長夫人。
世間の前では、優雅で気品のある女性を演じている。裏の顔は暴悪な性格。
ハン・ソクチョル　- 演：チョン・ドンファン
ヒョウォングループ会長。突然、病で倒れる。
ハン・ハジュン　- 演：チョン・ヒョンジュン
ヒョウォングループ会長の次孫。ヒスの継子。
ハン・ジニ　- 演：キム・へファ
ヒョウォングループ会長の長女。間欠性爆発性障害を患う。
パク・ジョンド - 演：チョ・ウンソル
ヒョウォングループ会長の長女の婿。ジニとは離婚を望んでいる。

### その他
シスター・エマ　- ：演：イェ・スジョン
修道女。本名はペク・ソルファ。本作の殺人事件の第一目撃者。

## 視聴率
最高視聴率は、第16話の11.221%。最低視聴率は、6.399%。